# Тайсойган (Костанайская область)
Тайсойган (каз. Тайсойған) — село в Узункольском районе Костанайской области Казахстана. Административный центр Убаганского сельского округа. Код КАТО — 396653100.

## Население
В 1999 году население села составляло 901 человек (449 мужчин и 452 женщины). По данным переписи 2009 года, в селе проживало 714 человек (350 мужчин и 364 женщины).

## Известные жители и уроженцы
- Карабаев, Зияда Мусаипович (1930—2016) — Герой Социалистического Труда.